# Muldestausee
Muldestausee é um município da Alemanha, situado no distrito de Anhalt-Bitterfeld, no estado de Saxônia-Anhalt. Tem 136,82 km² de área, e sua população em 2019 foi estimada em 11.558 habitantes.